# 交響曲第7番 (スタンフォード)
交響曲第7番 ニ短調 Op.124は、チャールズ・ヴィリアーズ・スタンフォードが作曲した交響曲。演奏時間は約29分

## 概要
この曲はフィルハーモニック協会が、協会結成100年祭のための楽曲としてスタンフォードに委嘱したもので、1911年に作曲された。曲は翌年2月22日に同協会により初演されている。彼のこれまでの交響曲とは異なり、この曲には表題は付されていない。また楽器編成、楽曲規模ともに彼の交響曲では最も小さく書かれており、後期ロマン派の長大な交響曲が流行していた当時にあっては異彩を放っている。

## 楽器編成
フルート2、オーボエ2、クラリネット2、ファゴット2、ホルン4、トランペット2、トロンボーン3、ティンパニ、弦五部

## 楽曲構成
第1楽章 アレグロ ニ短調 4/4拍子
ソナタ形式。シューベルトの「未完成交響曲」を思わせるような第2ヴァイオリンとヴィオラの小刻みな伴奏に乗って、第1ヴァイオリンが簡潔な主題を出す。民謡からヒントを得た第2主題は、性格のはっきりしないものである。冒頭の伴奏音形が楽章を通じて効果的に使われる。同時代のエルガーのロマン的傾向に対抗するかのような、古典的なたたずまいの構成である。
第2楽章 テンポ・ディ・メヌエット（アレグレット・モルト・モデラート） ヘ長調 3/4拍子
優美なメヌエット。中間部の後は主題の音価を減らして奏するため、スケルツォのような印象を受ける。最後に冒頭と同じ形のメヌエット主題が現れるが、わずか14小節だけである。
第3楽章 主題と変奏
アンダンテ
第7変奏まで穏やかな表情を崩すことなく進み、その最後に盛り上がり最終変奏に繋げる。
アレグロ・ジュスト
フィナーレと記されており、急に雰囲気が一変して堂々たる音楽となる。
ポコ・ピウ・レント
アレグロ・マエストーソ（アラ・ブレーヴェ）
第1楽章の主題が回顧されるなどし、変奏主題を高らかに奏してニ長調で全曲を閉じる。